# Jagličje
Jagličje (cyr. Јагличје) – wieś w Serbii, w okręgu niszawskim, w gminie Gadžin Han. W 2011 roku liczyła 56 mieszkańców.